# Overton (Texas)
Overton is een plaats (city) in de Amerikaanse staat Texas, en valt bestuurlijk gezien onder Rusk County en Smith County.

## Demografie
Bij de volkstelling in 2000 werd het aantal inwoners vastgesteld op 2350.
In 2006 is het aantal inwoners door het United States Census Bureau geschat op 2339, een daling van 11 (-0.5%).

## Geografie
Volgens het United States Census Bureau beslaat de plaats een oppervlakte van
17,5 km², waarvan 17,4 km² land en 0,1 km² water.

## Plaatsen in de nabije omgeving
De onderstaande figuur toont nabijgelegen plaatsen in een straal van 20 km rond Overton.